# Moyeuvre-Petite
Moyeuvre-Petite település Franciaországban, Moselle megyében. Lakosainak száma 443 fő (2022. január 1.). Moyeuvre-Petite Avril, Moyeuvre-Grande, Neufchef és Ranguevaux községekkel határos.

## Népesség
A település népességének változása:
| Lakosok száma | 720  | 593  | 589  | 505  | 481  | 470  | 462  | 451  | 448  | 443  |
|               | 1968 | 1982 | 1990 | 2006 | 2013 | 2015 | 2017 | 2019 | 2020 | 2022 |